# Пайстик, Аво
А́во Па́йстик (эст. Avo Paistik, 21 апреля 1936, Таллин, Эстония — 3 декабря 2013, там же) — советский и эстонский режиссёр-мультипликатор, художник, художник-мультипликатор и сценарист мультипликационных фильмов киностудии «Таллинфильм». Заслуженный артист Эстонской ССР (1988).

## Биография
Родился 21 апреля 1936 года в Таллине. Его отец был государственным служащим, работал на таможне; мать была домохозяйкой. После установления в Эстонии советской власти отец Аво был мобилизован в Красную армию. Мать Аво, оставшись без средств к существованию, в 1943 году отдала семилетнего сына и его трёхлетнюю сестру Аасу в приют. 
После окончания Второй мировой войны Аво учился в специальном профессионально-техническом училище № 49, затем окончил Таллинский политехникум по специальности «радиотехник». Служил в Советской армии. С детства Аво хорошо рисовал, и, вернувшись из армии, три года посещал Студию карикатуры Хейнриха Валка. Его первая карикатура была опубликована в эстонском журнале «Ноорус» («Noorus» — Молодость) в 1968 году. Пайстик также отправлял карикатуры на выставки за границу, и, по его словам, мог делать это свободно. В то же время Пайстик работал на электротехническом заводе им. Х. Пегельмана. 
В 1971 году по приглашению режиссёра Рейна Раамата, увидевшего его рисунки и карикатуры, Аво Пайстик пошёл работать в тогда формировавшийся цех рисованных фильмов на киностудии «Таллинфильм». Первые два года был художником-постановщиком. В 1973 году дебютировал как режиссёр мультипликационным фильмом «Цветные карандаши». Снял много популярных в Эстонии и СССР мультфильмов, таких как «Клабуш» (1978), «Муфта, Полботинка и Моховая Борода» (1984) и др.
Отказался от приглашения работать в студии «Walt Disney Studios». На пике своей славы мультипликатора, накануне восстановления независимости Эстонии, решил полностью посвятить себя работе пастора в Церкви Иисуса Христа Святых последних дней.
Был членом Эстонского союза кино. В 1994 году вышел из всех организаций.
Последняя работа Аво Пайстика в мультипликации относится к 1990 году и носит символическое название «Уход». В 1991 году он покинул «Таллинфильм», но продолжил рисовать, дополняя свою пенсию в 1500 крон случайными продажами (средняя зарплата в Эстонии в 1996 году составляла 2989 крон, прожиточный минимум на 30 дней для одного человека  в III квартале 1997 года равнялся 1011 кронам).  
Умер 3 декабря 2013 года в Таллине. Похоронен на таллинском кладбище Лийва.

## Звания
- 1988 год — Заслуженный артист Эстонской ССР[4]

## Фильмография

### Режиссёр
- 1973 — «Цветные карандаши»
- 1974 — «Где растут звёздочки?»
- 1975 — «Мелочь»
- 1976 — «Выстрел»
- 1977 — «Воскресенье»
- 1978 — «Клабуш»
- 1978 — «Пылесос»
- 1979 — «Клабуш, Нипи и злая рыба»
- 1981 — «Клабуш в космосе»
- 1984 — «Муфта, Полботинка и Моховая Борода»
- 1985 — «Прыжок»
- 1987 — «Муфта, Полботинка и Моховая Борода — 2»
- 1988 — «Взлёт»
- 1989 — «Петля»
- 1990 — «Уход»

### Сценарист
- 1975 — «Мелочь»
- 1976 — «Выстрел»
- 1977 — «Воскресенье»
- 1978 — «Клабуш»
- 1979 — «Клабуш, Нипи и злая рыба»
- 1981 — «Клабуш в космосе»
- 1985 — «Прыжок»
- 1988 — «Взлёт»
- 1989 — «Петля»
- 1990 — «Уход»

### Художник-мультипликатор
- 1972 — «Тень и дорога»
- 1973 — «Полёт»
- 1976 — «Выстрел»
- 1978 — «Клабуш»
- 1979 — «Клабуш, Нипи и злая рыба»
- 1989 — «Петля»

## Увековечение памяти
Об Аво Пайстике в 2005 году студия «Vene Film Eestis» («Русский фильм в Эстонии», ликвидирована в 2017 году) был снят документальный фильм «AVO» (сценарист, режиссёр и оператор Валерий Блинов, монтажёр Юри Таллинн).